# بارك كانغ-جين
بارك كانغ-جين (هانغل: 박강진) هو لاعب كرة قدم كوري جنوبي في مركز الوسط، ولد في 9 أغسطس 1988 في كوريا الجنوبية. لعب مع باليستيير خالسا.

## وصلات خارجية
- بارك كانغ-جين على موقع قاعدة بيانات كرة القدم.إي يو (الإنجليزية)
- بارك كانغ-جين على موقع Soccerway.com (الإنجليزية)